# Споменик Револуцији (Козара)
|  | Овај чланак је део чланка о Споменицима посвећеним Народноослободилачкој борби 1941—1945. |

Споменик Револуцији на Мраковици, једном од врхова планине Козаре, је импозантан споменик висок 34 метра, рад вајара Душана Џамоње. Посвећен је борби и страдањима партизана и цивила током битке на Козари у пролеће 1942. године.

## Историјска позадина
Средином априла 1942. године, немачке окупационе снаге су, заједно уз помоћ усташко-домобранских и четничких трупа, покренуле офанзиву чији је циљ био уништити партизанске снаге на планини Козари, које су угрожавале комуникације Загреб-Београд, али и према Приједору и Бањалуци. Немачка управа је закључила да за потпуно гушење устанка треба уништити и цивилно становништво. Број непријатељских војника био је 40.000 наспрам 4.000 партизана. Око Козаре је био формиран непријатељски обруч унутар којег се нашло 80.000 цивила и 500 рањеника. Четвртог јула, у јуришу се пробило око 10.000 људи. Непријатељске снаге су удариле 5. јула, те заробиле и поубијале 500 рањеника. Офанзива је завршила средином јула 1942. године. У току офанзиве је изгинуло 1.700 партизана, а око 50.000 цивила је упућено у концентрационе логоре по НДХ, у којима је већина њих скончала. Упркос овој офанзиви, Козара је наставила бити једно од жаришта устанка.

## Остварење и уређење спомен-комплекса
Године 1969, био је расписан општи Југословенски конкурс за споменик на Мраковици. Прву награду је освојио Душан Џамоња, а споменик је завршен до 1972. године. Био је изграђен на пространој висоравни на самом врху Мраковици, окружен високом и густом црногоричном шумом.
Џамоња је споменички комплекс замислио у два дела – на приступни и централни плато споменика, који су просторно удаљени 200 метара и визуелно подељени баријером шуме и висинском разликом. Пошто с приступног платоа ка споменику води широко степениште кроз шуму, Џамоња је на тај начин остварио психолошку припрему посетиоца којем наочиглед расте визура споменика, односно полагано се уздиже пред њим како се приближава врху.
Како је сам Џамоња рекао, замислио је споменик тако да буде састављен од двадесет вертикалних сегмената који чине цилиндричну целину. Сваки од сегмената профилисан је дубоким изрезима, односно испупчењима мотива у негативу, који у укупном збиру целине имају симболично значење. Док увучени и сенком прекривени негативи симболизују смрт, позитиви представљају победу и живот. Додатан утисак на позитивима постигнут је уграђивањем ламела од нерђајућег челика, чиме је животу додана димензија светлости што је у супротности са негативима који се налазе у сенци. Хоризонтално положени блокови, који су постављени око централног споменика, симболизују притисак и агресију непријатеља који суровом снагом настоји, али не успева уништити живот и победу који се уздижу ка небу, утеловљени у вертикалном споменику.